# Protapion fulvipes
Protapion fulvipes ist ein Käfer aus der Familie der Brentidae, Unterfamilie Apioninae, die in die Verwandtschaft der Rüsselkäfer gehört und sich von verschiedenen Kleearten ernährt.

## Merkmale
Die Käfer erreichen eine Körperlänge von 1,8 bis 2,2 Millimetern. Ihr langovaler Körper ist schwarz glänzend. Die Fühlerglieder werden zur spindelförmigen Fühlerkeule hin breiter. Die Fühlergeißel ist nur im Basalbereich gelb gefärbt. Bei den Männchen befinden sich die Fühler auf halber Länge des Rüssels (Rostrum), bei den Weibchen sind sie hinter der Rüsselmitte.
Der Halsschild ist breiter als der Kopf. Er ist dicht und kräftig punktiert. Nach hinten besitzt er eine deutliche Mittelrinne. Über die Flügeldecken verlaufen Punktreihen in Längsrichtung. Die Beine sind überwiegend gelb gefärbt. Lediglich das apikale Ende der Tibia und die Tarsen sind schwarz.

## Verbreitung
Protapion fulvipes kommt in der Paläarktis vor. Die Art ist in Europa weit verbreitet. In Mitteleuropa ist sie überall häufig. Ihr Vorkommen reicht bis nach Nordafrika und in den Nahen Osten.

## Lebensweise
Die Käfer beobachtet man von März bis September. Sie ernähren sich oligophag von verschiedenen Klee-Arten. Ab April/Mai legen die Weibchen ihre Eier ab. Die Larven schlüpfen nach etwa 10 Tagen. Die Larven entwickeln sich in den Blütenständen von Weißklee (Trifolium repens), Schweden-Klee (Trifolium hybridum) und Moor-Klee (Trifolium spadiceum). Sie können dabei als Samenschädlinge auftreten. Nach etwa 20 Tagen verpuppen sich die Larven und nach weiteren etwa 10 Tagen erscheinen die Imagines der neuen Generation. Im Spätherbst sammeln sich die Käfer an Bäumen und Büschen, bevor sie ihr Überwinterungsquartier unter Laub aufsuchen.

## Gefährdung
Die Art gilt in Deutschland als ungefährdet.

## Taxonomie
In der Literatur finden sich folgende Synonyme:
- Apion apicirostre Desbrochers, 1895
- Apion bergrothi Desbrochers, 1895
- Apion coxale Desbrochers, 1895
- Apion dichroum Bedel, 1886
- Apion flavipes (Paykull, 1792)
- Apion fulvipes (Fourcroy, 1785)
- Apion maculicoxis Desbrochers, 1897
- Curculio flavipes Paykull, 1792
- Rhinomacer fulvipes Geoffroy, 1785 – ursprüngliche Namenskombination